# 吉米尼亚诺

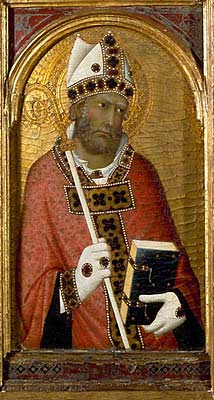
圣吉米尼亚诺

吉米尼亚诺 (Gimignano、312年? - 397年1月31日) ，天主教执事，摩德纳主教。也写作吉尼尼亚诺 (Geniniano)。天主教圣徒。
他是摩德纳的守护圣人。圣徒纪念日是他的逝世日1月31日。他去世的地方以他的名字命名，即现在的圣吉米尼亚诺。